# ولینگتون، سامرست
latitudeولینگتون، سامرستlongitudeولینگتون، سامرست
ولینگتون، سامرست (به انگلیسی: Wellington, Somerset) یک منطقهٔ مسکونی در انگلستان است که در جنوب غربی انگلستان واقع شده‌است.

## خصوصیات
ولینگتون ۱۴٬۵۴۹ نفر جمعیت دارد.